# Sällskapet för uppmuntrande af öm och sedlig Modersvård hos fattigare
Sällskapet för uppmuntrande af öm och sedlig Modersvård hos fattigare var en svensk välgörenhetsförening, verksam i Göteborg från 1849 till 1955. Den gav understöd till fattiga mödrar. 

## Förening
Föreningen grundades av Laura Fåhræus år 1849 efter exempel av drottning Josefina, som hade grundat Sällskapet för uppmuntran av öm och sedlig modersvård.  Föreningen skapades av ett antal kvinnor ur Göteborgs överklass som oroades av 1847 års fattigvårdslagstiftning, som de menade kunde leda till osedlighet, och ansåg att privat välgörenhet var en bättre lösning på sociala problem. 
Föreningens syfte var att sålla ut de fattiga som ansågs värdiga att få hjälp genom sin moraliska standard och för att de inte var ansvariga för sin fattigdom själva, och föreningen leddes av gifta överklasskvinnor med ogifta överklasskvinnor som biträden och män som bidragsgivare.  Föreningen var mycket populär och framgångsrik; redan vid grundandet fanns det 111 medlemmar, och 1851 uppgick de till 219. 1877 uppgavs att sällskapet oftast hade omkring 36 bidragstagare och 90 personer som mottog arbetsuppgifter från dess Arbetsinrättning, som gav sömnadsarbeten till mödrar. 
Föreningen gav bidrag och hemarbete till fattiga mödrar, som sedan undervisades i moral av föreningsmedlemmarna vid hembesök; bidraget och arbetet drogs genast in vid minsta bristande åtlydnad från bidragstagarnas sida. Fåhræus var ordförande 1849–1864. 

## Stiftelse
Föreningen verkade till 1955, då den övertogs av diakonin i Göteborg. I samband med styrelsemöte den 8 maj 2014 för Sällskapet för Uppmuntran av öm och sedlig modersvård i Göteborg beslutades att föreningen nu bildar en stiftelse. Styrelsemötet var det sista med Sällskapet och Danske Bank genomförde det praktiska arbetet med Länsstyrelsen och Skatteverket. I samband med stiftelseförordnandets påtecknande överfördes Sällskapets medel till Stiftelsen för uppmuntran av öm och sedlig modersvård. 
Stiftelsens ändamål är alltjämt att främja omsorg om barns och ungdomars vård och fostran genom att lämna bidrag till företrädesvis ensamstående föräldrar som är i behov av det. Behovet måste vara förenat med "öm och sederlig modersvård", det vill säga god och kärleksfull uppfostran. Målgruppen som stiftelsen främjar ska vara boende inom Göteborgs kommun. 

## Ordförande
- 1849-1864: Laura Fåhræus
- 1864-1881: C. Ch. Geijer
- 1881-1889: Ida Dahl
- 1889-1895: Hilda Boye
- 1895-1914: Anna Andréen